# Дарнеталь
Дарнеталь (фр. Darnétal) — город на севере Франции, регион Нормандия, департамент Приморская Сена, округ Руан, центр одноименного кантона. Пригород Руана, расположен в 5 км к востоку от центра города.
Население (2018) — 9 773 человека.

## История

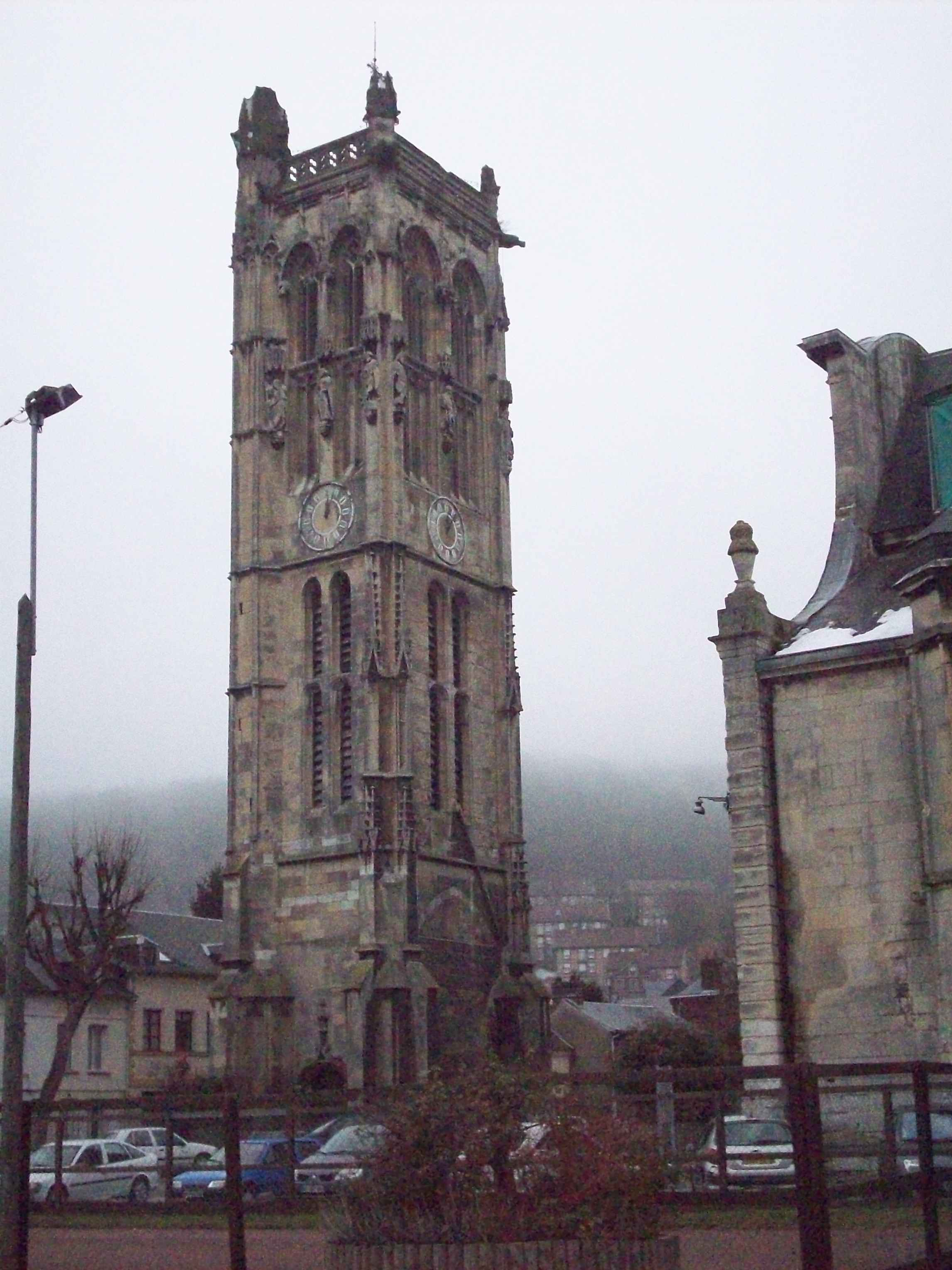
Тур де Карвиль

Дарнеталь расположен на берегах двух маленьких речек, Робек и Обетт, впадающих в Сену в черте Руана. На их берегах раньше было много водяных мельниц, затем были построены ткацкие фабрики, в основном закрытые после Второй мировой войны. Сейчас в их зданиях располагаются предприятия пищевой промышленности и бытового обслуживания.

## Достопримечательности
- Церковь Сен-Пьер де Карвиль в стиле пламенеющей готики с башней-колокольней, называемой "башней Генриха IV"
- Церковь Святого Уана XVI века

## Экономика
Структура занятости населения:
- сельское хозяйство — 0,0 %
- промышленность — 4,9 %
- строительство — 15,2 %
- торговля, транспорт и сфера услуг — 34,5 %
- государственные и муниципальные службы — 45,5 %

Уровень безработицы (2017) — 21,8 % (Франция в целом —  13,4 %, департамент Приморская Сена — 15,3 %). 

Среднегодовой доход на 1 человека, евро (2018) — 18 250 (Франция в целом — 21 730, департамент Приморская Сена — 21 140).

## Демография
Динамика численности населения, чел.

## Администрация
Пост мэра Дарнеталя с 2008 года занимает Кристиан Лесерф (Christian Lecerf). На муниципальных выборах 2020 года возглавляемый им правый список победил в 1-м туре, получив 64,31 % голосов.
| Период | Период | Фамилия          | Партия                                                   | Примечания                                                                          |
| ------ | ------ | ---------------- | -------------------------------------------------------- | ----------------------------------------------------------------------------------- |
| 1971   | 1977   | Пьер Дамам       | Союз за французскую демократию                           | врач, член Генерального совета департамента, депутат Национального собрания Франции |
| 1977   | 1995   | Жан-Клод Пезье   | Коммунистическая партия                                  |                                                                                     |
| 1995   | 2008   | Женевьева Претер | Союз за французскую демократию Союз за народное движение | член Генерального совета департамента                                               |
| 2008   |        | Кристиан Лесерф  | Разные правые                                            | государственный служащий                                                            |

## Знаменитые уроженцы
- Жак Амель (1930-2016), католический священник, убитый террористами